# Rhachiocephalus
Rhachiocephalus es un género extinto de terápsido dicinodonto.